# Кюнсаари
Кюнсаари (фин. Kyynsaari — «гадючий остров») — небольшой остров в Ладожском озере. Относится к группе Западных Ладожских шхер. Территориально относится к Лахденпохскому району Карелии, Россия.
Длина 0,7 км, ширина 0,4 км.
Остров расположен у восточного побережья острова Кярпясенсаари. Вытянут с запада на восток. Весь покрыт лесами.